# Ismaïl Kouha
Ismail Kouha, né le 12 avril 1983, est un footballeur international marocain. Ce gardien de but évolue au Maghreb de Fès.

## Carrière

### En clubs
- Maghreb de Fès (Maroc)
- 2005-2007 : Raja de Casablanca (Maroc)
- 2007 : FC Oţelul Galaţi (Roumanie)
- 2007-2008 : Olympique de Safi (Maroc)
- Depuis 2008 - : Kawkab de Marrakech (Maroc)
- 2012-2013 : Raja de Beni Mellal (Maroc)

## Palmarès
- Vainqueur de la Ligue des Champions arabes en 2006 avec le Raja de Casablanca.